# Зенит-TTL

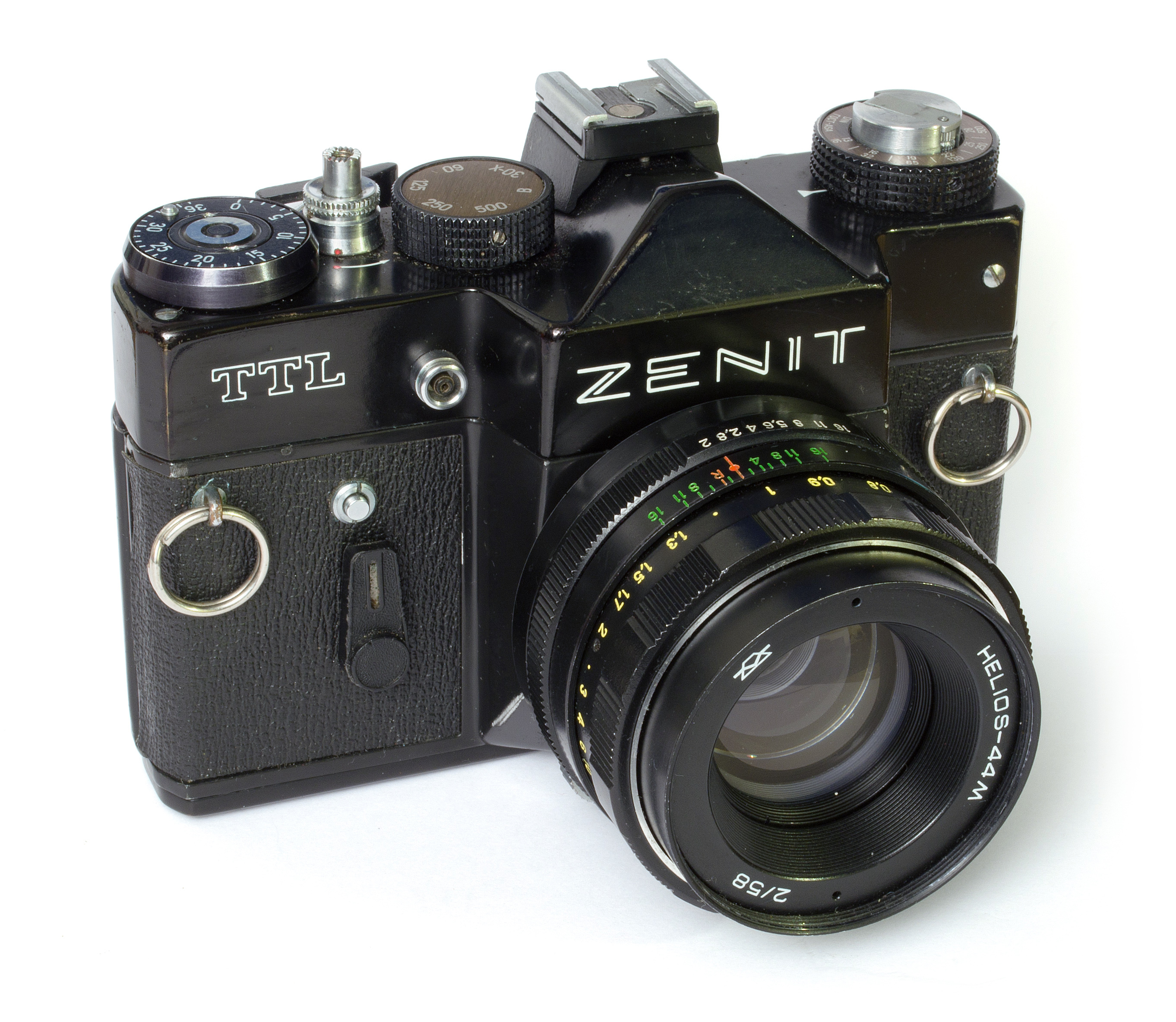
«Зенит-TTL» з об'єктивом «Гелиос-44М».

Зени́т-TTL — малоформатний однооб'єктивний дзеркальний фотоапарат з напівавтоматичною установкою експозиції за допомогою заоб’єктивного експонометра. Розроблений на Красногорському механічному заводі (КМЗ) на основі фотоапарата Зенит-ЕМ. Випускався серійно в 1977—1985 рр.  на КМЗ та Білоруському оптико-механічному об'єднанні (БелОМО.)  Випущений в кількості близько 2,6 млн экз. З 1983 року під назвою «Зенит-15» (в тому числі і без TTL-експонометра) та експортні партії під назвою «Зенит-12».

## Технічні характеристики
- Тип — однооб'єктивний дзеркальний фотоапарат з вбудованим TTL-експонометром і механізмом підйому дзеркала постійного візування.
- Тип застосовуваного фотоматеріалу — фотоплівка типу 135 в стандартних касетах. Розмір кадру 24 × 36 мм.
- Затвор — механічний, шторково-щілинний з горизонтальним рухом полотняних шторок. Витримка затвора: від 1/30 до 1/500 сек і «ручна».
- Штатний об'єктив — «Гелиос-44М» з нажимною діафрагмою.
- Корпус металевий з задньою стінкою, що відкривається.
- Курковий заведення затвора і перемотка плівки. Зворотне перемотування плівки висувною головкою.
- Видошукач дзеркальний, з незмінною пентапризмою. Фокусувальний екран — лінза Френеля з мікрорастром та матове скло.
- TTL-експонометр з сірчано-кадмієвим фоторезистором ФПФ-9-2, розміщеним на одній з граней пентапризми з напівпрозорим дзеркальним покриттям. В моделях, виготовлених після 1982 р. використовувалися два фоторезистора, розміщених на задній грані пентапризми, що дозволило збільшити яскравість видошукача. Стрілочний індикатор експонометра можна бачити в полі зору видошукача.
- Тип кріплення об'єктива — різьбове з'єднання M42×1/45,5.
- Синхроконтакт«Х», центральний синхроконтакт лише на камерах 1980-х років
- Механічний автоспуск.
- Лічильник кадрів з ручним встановленням першого кадру
- Різьба штативного гнізда 1/4 дюйма.